# Сентрал Сити (Небраска)
Сентрал Сити (енгл. Central City) град је у америчкој савезној држави Небраска.

## Демографија
По попису из 2010. године број становника је 2.934, што је 64 (-2,1%) становника мање него 2000. године.
| Група             | 2000.         | 2010.         |
| Белци             | 2.923 (97,5%) | 2.773 (94,5%) |
| Афроамериканци    | 12 (0,4%)     | 3 (0,1%)      |
| Азијати           | 15 (0,5%)     | 7 (0,2%)      |
| Хиспаноамериканци | 39 (1,3%)     | 104 (3,5%)    |
| Укупно            | 2.998         | 2.934         |